# Tour de Bretanya femení
El Tour de Bretanya femení (en francès Tour de Bretagne féminin) és una competició ciclista per etapes de categoria femenina que es disputa per les carreteres de la Bretanya. La cursa es creà el 1987 amb el nom de Tour de Finisterre femení i no serà fins al 1997 quan adoptà el nom actual. Forma part del calendari de l'UCI.

## Palmarès
| Any  | Vencedora                | Segona                 | Tercera                 |         |
| ---- | ------------------------ | ---------------------- | ----------------------- | ------- |
| 1987 | Cécile Odin              | Françoise Leprod'homme | Agnes Loohuis-Damveld   |         |
| 1988 | Catherine Marsal         | Cécile Odin            | Heidi Iratcabal         |         |
| 1989 | Catherine Marsal         | Denise Kelly           | Valérie Simonnet        |         |
| 1991 | Daiva Čepelienė          | Natacha Olhevskaia     | Isabelle Nicoloso       |         |
| 1992 | Hanka Kupfernagel        | Luzia Zberg            | Marion Clignet          |         |
| 1993 | Jeannie Longo            | Marion Clignet         | Olga Sokolowa           |         |
| 1994 | Swetlana Bubnenkowa      | Catherine Marsal       | Diana Žiliūtė           |         |
| 1995 | Jeannie Longo            | Walentina Polchanowa   | Marina Prudnikova       |         |
| 1996 | Marion Clignet           | Judith Arndt           | Zulfià Zabírova         |         |
| 1997 | Hanka Kupfernagel        | Rasa Polikevičiūtė     | Yvonne McGregor         |         |
| 1998 | Hanka Kupfernagel        | Kathryn Watt           | Yvonne McGregor         |         |
| 1999 | Judith Arndt             | Gunn-Rita Dahle Flesjå | Anne Samplonius         |         |
| 2000 | Monica Valen             | Ingunn Bollerud        | Jorunn Kvalø            |         |
| 2001 | Judith Arndt             | Arenda Grimberg        | Solrun Flatås           |         |
| 2003 | Edwige Pitel             | Magali Le Floc'h       | Kirsty Nicole Robb      |         |
| 2004 | Magalie Finot-Laivier    | Daniela Fusar Poli     | Sandrine Marcuz         |         |
| 2005 | Marina Jaunâtre          | Magali Le Floc'h       | Edwige Pitel            |         |
| 2006 | Marina Jaunâtre          | Andrea Bosman          | Alexandra Rannou        |         |
| 2007 | Marina Jaunâtre          | Karine Gautard         | Toni Bradshaw           |         |
| 2008 | Emma Pooley              | Joanne Kiesanowski     | Lauren Franges          |         |
| 2009 | Liesbet De Vocht         | Marianne Vos           | Alexandra Burtschenkowa |         |
| 2011 | Alexandra Burtschenkowa  | Karol-Ann Canuel       | Rhae-Christie Shaw      |         |
| 2012 | Anna van der Breggen     | Sofie De Vuyst         | Aude Biannic            |         |
| 2013 | Audrey Cordon            | Thalita de Jong        | Swetlana Bubnenkowa     |         |
| 2014 | Elisa Longo Borghini     | Audrey Cordon          | Doris Schweizer         |         |
| 2015 | Ilaria Sanguineti        | Christine Majerus      | Tatiana Antóixina       |         |
| 2016 | Arlenis Sierra Cañadilla | Ann-Sophie Duyck       | Claire Rose             |         |
| 2019 | Audrey Cordon-Ragot      | Kirsten Wild           | Juliette Labous         |         |
| 2020 | suspesa                  | suspesa                | suspesa                 | suspesa |
| 2021 | suspesa                  | suspesa                | suspesa                 | suspesa |
| 2022 | Vittoria Guazzini        | Cédrine Kerbaol        | Ally Wollaston          |         |
| 2023 | Grace Brown              | Coralie Demay          | Alessia Vigilia         |         |
| 2024 | Grace Brown              | Alessia Vigilia        | Amber Kraak             |         |